# Dead to Rights (videojuego)
Dead to Rights es un videojuego de disparos en tercera persona y aventura de acción desarrollado, publicado y distribuido por Namco en 2002 para la consola Xbox. En Europa fue distribuido por Electronic Arts. Fue lanzado como exclusiva para esta consola, aunque pasados unos meses, el juego también fue puesto a la venta para las consolas PlayStation 2 y GameCube. En 2003 fue puesto a la venta para Microsoft Windows. En 2004 apareció una versión para Game Boy Advance desarrollada por Torus Games. Es el primer videojuego de la serie Dead to Rights.

## Sinopsis
La historia se desarrolla en la ficticia ciudad de Grant City. Jack Slate, un oficial de policía, es el protagonista de la historia. Siempre va acompañado de su perro Shadow, un pastor alemán K-9 muy inteligente y leal. La trama comienza con Jack y Shadow en plena ronda nocturna, tan rutinaria como tantas otras. De pronto, reciben un aviso de un incidente en una zona de construcción cercana. Cuando llegan al lugar, y tras algunos enfrentamientos, descubre a su padre asesinado. 
Jack se embarca en una sangrienta aventura para llevar a cabo su vendetta personal, aunque tenga que infringir las leyes si hace falta.

## Sistema de juego
Dead to Rights toma muchos elementos del videojuego Max Payne. El jugador controla a Jack en tercera persona y puede disparar varias armas de fuego contra sus enemigos. Si posee energía en el indicador, puede saltar y activar el tiempo bala para ralentizar la acción y eliminar a los enemigos de manera rápida. El indicador se restablece eliminando enemigos. Si Jack llega a quedarse sin munición, puede golpear cuerpo a cuerpo, aunque también es posible recoger objetos para utilizarlos como armas, por ejemplo una tabla o una tubería.
Su fiel compañero, el perro Shadow, puede recoger armas dejadas en el suelo por los enemigos derrotados, eliminar a algunos enemigos, o quedarse a nuestro lado. Shadow es controlado por la CPU, aunque en determinados puntos de la historia, se permite al jugador controlar a Shadow para superar algunas situaciones.

## Versión para Game Boy Advance
En 2004, se puso a la venta Dead to Rights para la consola portátil Game Boy Advance de Nintendo. Dadas las limitaciones técnicas de esta consola, el sistema de juego es totalmente distinto. Esta versión es un juego de disparos con perspectiva cenital (desde el aire). No obtuvo buenas críticas por parte de la prensa ni por los jugadores debido a un control muy deficiente y unos gráficos poco trabajados.

## Recepción
En Metacritic, Dead to Rights tiene una puntuación de 73/100 para las versiones de Xbox y PlayStation 2, mientras que la versión para GameCube tiene una puntuación de 77/100. La revista Vandal puntuó al juego con un 7,3 sobre 10
La versión portátil para Game Boy Advance posee una puntuación en Metacritic de 40/100.